# Сюзан Денърд
Сюзан Денърд (на английски: Susan Dennard) е американска писателка, авторка на произведения в жанра фентъзи.

## Биография и творчество
Сюзан Денърд е родена на 25 февруари 1984 г. във Вирджиния, САЩ. Израства основно в Далтън, Джорджия. Макар да планира да следва английска филология в Университета на Джорджия, тя получава бакалавърска степен по рибарство и статистика, а след това получава магистърска степен по морска биология в Института за екологични изследвания на Големите езера в Уиндзър, Онтарио. След започва докторантура като морски биолог по проблемите на прекомерния улов, за което посещава почти всичките седем континента, с изключение на Азия. През 2009 г. се отказва от научната работа и се присъединява към съпруга си в Германия.
В Германия започва да пише фентъзи. Първият ѝ роман Something Strange and Deadly (Нещо странно и смъртоносно) от едноименната поредица е издаден през 2012 г. Историята се развива във Филаделфия по време на Световното изложение през 1876 г., където армия от зомбита тероризира града. Младата, 16-годишна Елинор Фит, се заема с търсенето на брат си, който е взет за заложник от зъл некромант, с помощта на свръхестествените отбранителни сили на града – ловците на духове (Spirit-Hunters). В следващите части на поредицата действието се развива в Париж и Египет от 19-ти век до окончателната победа над тъмните сили.
През 2016 г. е издаден романът ѝ „Веровещица“, първият от поредицата ѝ „Вещерия“. Главната героиня, Сафия, има изключително рядката дарба да различава истината от лъжата. Заедно с най-добрата си приятелка, вещицата Изулт, се оказват въвлечени в заговор между империите. Двете момичета, с помощта на принц Мерик, са принудени да бягат, за да запазят живота си, и да се борят с императори и наемници. Романът става бестселър в списъка на „Ню Йорк Таймс“ и я прави известна. Поредицата е предвидена за екранизация от „Джим Хенсън Къмпани“.
Писателката поддържа блог (до 2017 г.) и бюлетин на сайта си, наречен Misfits & Daydreamers, чрез който дава съвети за писане на нови автори, намиране на агенти и получаване на издателски сделки.
Сюзан Денърд живее със семейството си в Средния запад на САЩ.

## Произведения

### Самостоятелни романи
- The Starkillers Cycle (2014) – онлайн книга, със Сара Дж. Маас
- The Luminaries (2022)[1][3]

### Серия „Нещо странно и смъртоносно“ (Something Strange and Deadly)
- A Dawn Most Wicked (2013) – предистория

1. Something Strange and Deadly (2012)[1][2][3]
2. A Darkness Strange and Lovely (2013)
3. Strange and Ever After (2014)

### Серия „Вещерия“ (Witchlands)
1. Truthwitch (2016)[1][2][3]
Веровещица, изд.: „Егмонт България“, София (2016), прев. Александър Маринов
2. Windwitch (2017)
Ветровещ, изд.: „Егмонт България“, София (2017), прев. Кристина Георгиева
:2.5. Sightwitch (2018)
3. Bloodwitch (2019)
Кръвовещ, изд.: „Егмонт България“, София (2021), прев. Иванка Владимирова
4. Witchshadow (2021) 
Сенковещица, изд.: „Егмонт България“, София (2022), прев. Иванка Ангелова

### Екранизации
- ?? The Witchlands – тв сериал